# Placidus Ri
Placidus Ri Tong-ho OSB (koreanisch 이동호 플라치도; getauft auf den Namen Linus; * 4. Dezember 1935 in Paldogu, China; † 18. November 2006) war ein koreanischer Geistlicher und Benediktinerabt.
1946 übersiedelte er mit seiner Familie nach Nordkorea. Dort besuchte er das Kleine Seminar in Tokwon. Nach der gewaltsamen Auflösung der Abtei Tokwon 1951 floh er nach Südkorea. 1956 trat er als Novize in die neu gegründete Abtei Waegwan ein. Am 7. April 1958 legte er die zeitliche Profess ab und empfing am 6. Januar 1962 die Priesterweihe. 1965 wurde er Leiter des Schülerheims und 1969 Prior der Abtei.
Am 15. Juni 1971 wurde er der erste koreanische Abt des Benediktinerklosters Waegwan und Bischofsvikar für zehn Pfarreien. Am 16. April 1985 resignierte er und ihm folgte Martin Ri nach.
Papst Johannes Paul II. ernannte ihn am 22. Mai 1981 zum Apostolischen Administrator der Territorialabtei Tokwon und des Bistums Hamhŭng. Wegen dieser Ämter gehörte er der Koreanischen Bischofskonferenz an. Von beiden Ämtern wurde er am 21. November 2005 entbunden.